# Björn Lekman
Lars-Göran Morgan Björn Lekman (* 11. Oktober 1944 in Värnamo) ist ein ehemaliger schwedischer Eisschnellläufer.
Lekman, der für den Båraryds IK startete, nahm von 1961 bis 1966 an internationalen Wettbewerben teil. Dabei belegte er bei den Olympischen Winterspielen 1964 in Innsbruck den 22. Platz über 500 m. Er nahm an keiner Weltmeisterschaft oder Europameisterschaft teil. Seine beste Platzierung bei schwedischen Meisterschaften erreichte er im Jahr 1965 mit dem 12. Platz im Großen Vierkampf.

## Persönliche Bestzeiten
| Disziplin | Zeit        | Datum             | Ort       |
| --------- | ----------- | ----------------- | --------- |
| 500 m     | 40,7 s      | 21. Januar 1964   | Davos     |
| 1000 m    | 1:30,0 min  | 2. März 1966      | Järpen    |
| 1500 m    | 2:12,0 min  | 23. Januar 1964   | Davos     |
| 3000 m    | 4:53,0 min  | 2. März 1965      | Strömsund |
| 5000 m    | 8:19,4 min  | 27. Dezember 1964 | Östersund |
| 10.000 m  | 17:44,7 min | 14. Januar 1967   | Tranås    |